# الجمركية
الجمركية قرية سوريّة تتبع إداريّاً لمحافظة حلب منطقة عفرين ناحية معبطلي، بلغ تعداد سكانها 858 نسمة حسب التعداد السكاني لعام 2004.